# Ringlijn

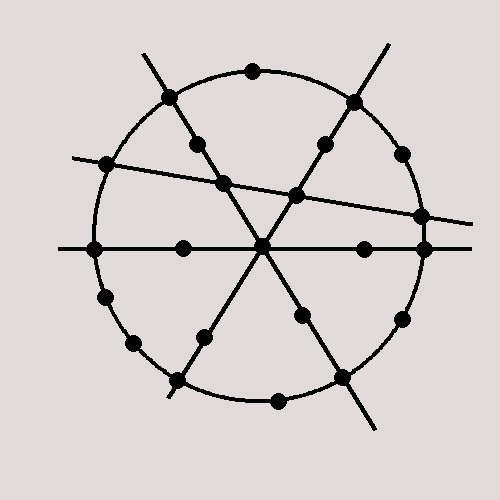
Ringlijn in een ring-radiaalsysteem

Een ringlijn is een openbaarvervoerlijn (spoor, metro, tram of bus) die een cirkel beschrijft, meestal rond een stad. Ringlijnen komen met name voor in metronetwerken, maar kunnen ook gebruikt worden om bijvoorbeeld goederentreinen om dichtbevolkt gebied heen te leiden. Een voorbeeld van een Nederlandse ringspoorlijn is de lijn Goes -’s-Heer Arendskerke – Borssele – Hoedekenskerke - Goes in de Zak van Zuid-Beveland die in 1927 werd geopend.
Een ringspoorlijn kan in zijn geheel door één enkele lijn bereden worden, zoals bij de Madrileense lijnen 6 en 12 het geval is, maar kan ook een onderdeel zijn van meerdere lijnen die de ring "voeden", zoals bij de Londense Circle Line die over zijn gehele lengte samenloopt met de District Line en de Hammersmith & City Line. Zo worden de loop van de metro van Chicago en de ring van de metro van Oslo gevormd door meerdere lijnen die de ring als keerlus berijden. Ook in het stadsspoornet van Melbourne bestaat een dergelijke ring.
In metronetten is een ringlijn vaak onderdeel van een zogenaamd ring-radiaalsysteem. Een dergelijk net bestaat uit radiale lijnen, die de stad op een as doorkruisen, en een ring die alle radialen met elkaar verbindt. Het voordeel van een dergelijke lijnindeling is het grote aantal overstappunten, waardoor de reizigersdruk over verschillende stations wordt verdeeld. Passagiers hoeven in een ring-radiaalsysteem niet naar het (vaak drukke) centrum van een stad te reizen als dat niet nodig is.
Bij tram en bus wordt of werd bij een ringlijn vaak, maar niet altijd, voor de duidelijkheid voor elke richting een ander lijnnummer gebruikt met voor de hand liggende lijnnummers zoals 1/2, 8/18, 9/10, 10/20, 20A/20B of 180/181. Opvallend was in de jaren 1994-1999 een ringlijn van het Amsterdams busnet, die in de ene richting lijn 19 heette en in de andere richting het ver daarvandaan liggende nummer 64 droeg.  
Ook halve cirkels en tangentiële lijnen worden wel ringlijn genoemd. Een voorbeeld hiervan is de Amsterdamse lijn 50, die een halve ring beschrijft om het westen en zuiden van de stad. Niet op alle ringlijnen is overigens doorgaand ringverkeer mogelijk. Zo begint de Brusselse metrolijn 2 sinds de voltooiing van de ring in 2009 in hetzelfde station, zonder dat de sporen aldaar met elkaar verbonden zijn. Een bijzonderheid vormen ook de b- of d-vormige lijnen, die eerst een ring beschrijven, bij het beginpunt terugkeren en dan verder voeren. Voorbeelden van dergelijke lijnen zijn RandstadRail 3 in Zoetermeer en de M1 van de metro van Boekarest.
Ten tijde van de deling van Berlijn bouwde de DDR een ringspoorlijn om het westen van de Duitse hoofdstad te omzeilen.

## Voorbeelden

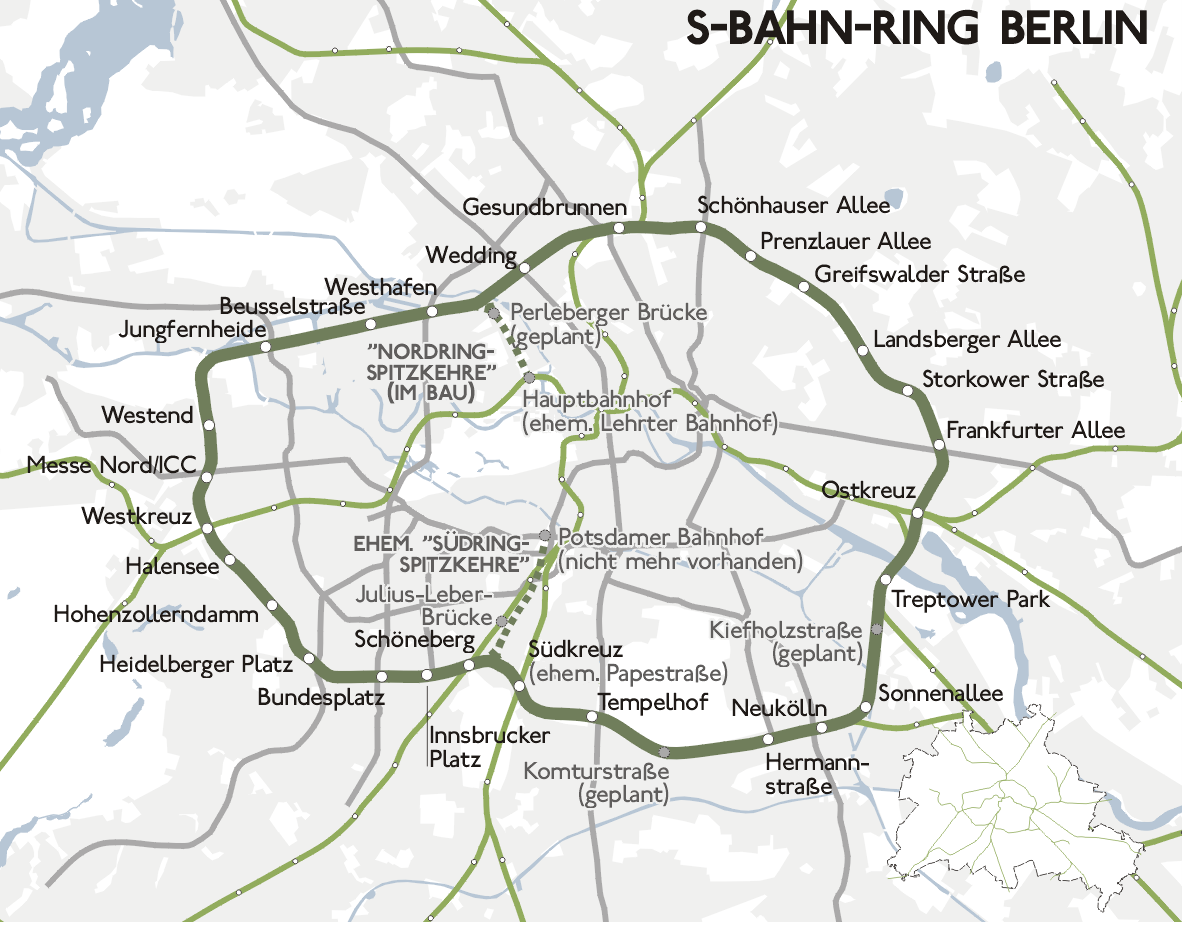
Ringbahn van de Berlijnse S-Bahn
Het metronet van Madrid telt twee ringlijnen.
De metro van Glasgow bestaat uitsluitend uit een ringlijn.
De Brusselse ringlijn met andere lijnen
De metro van Moskou: een typisch ring-radiaalsysteem
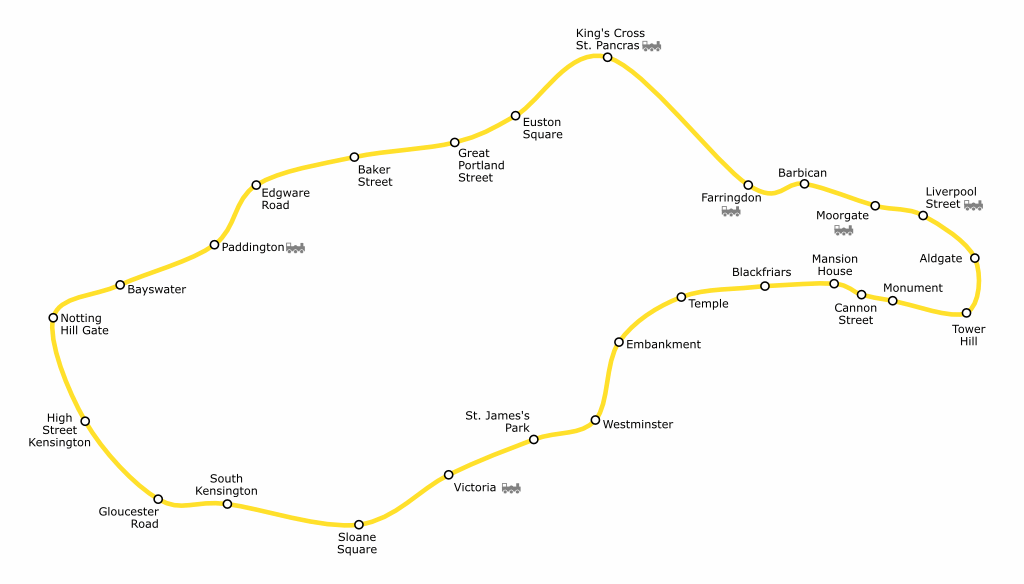
De Londense Circle Line
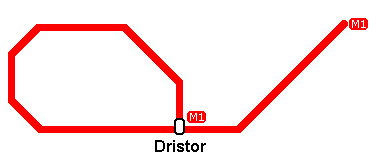
De d-vormige M1 in Boekarest
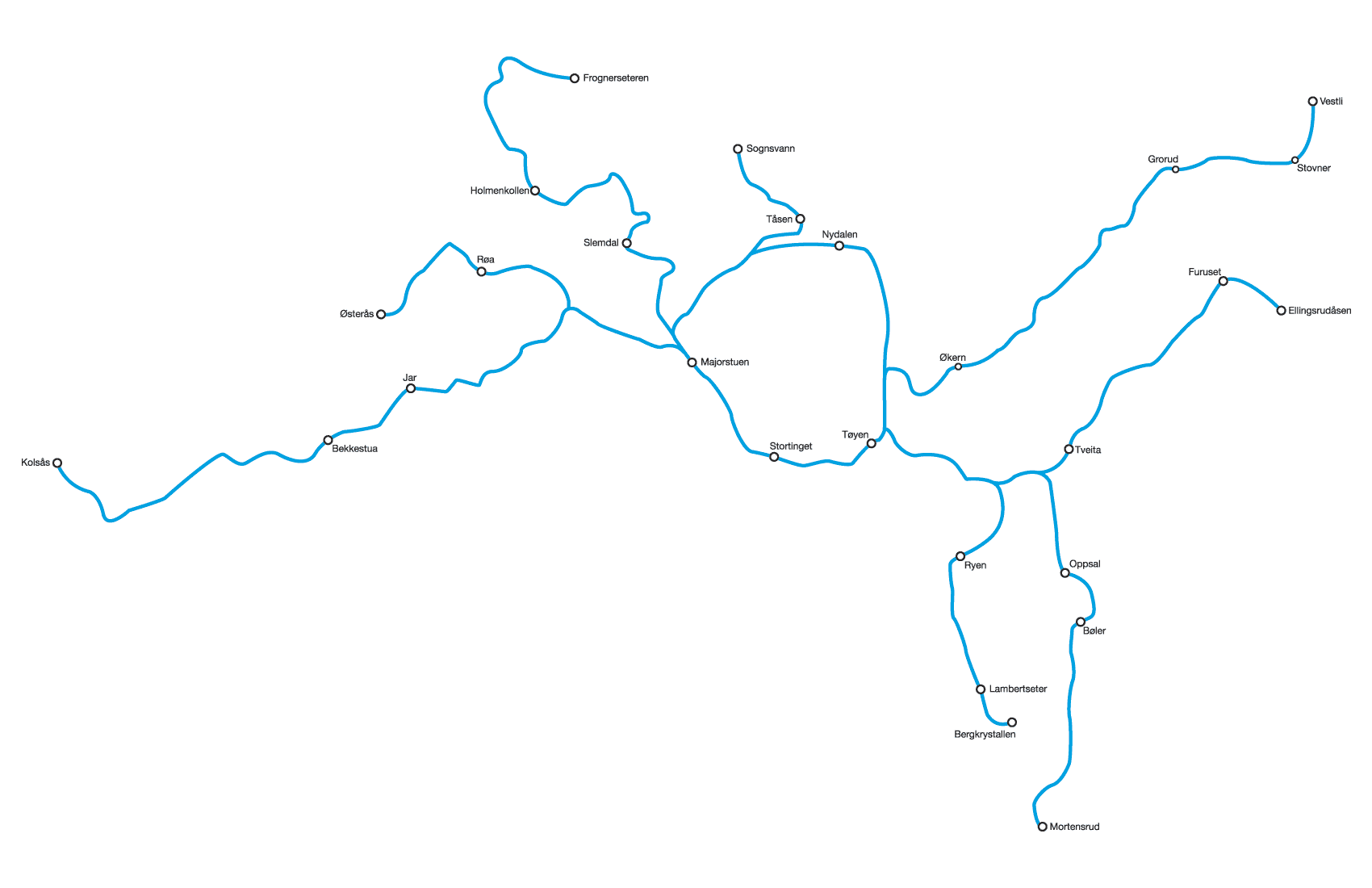
In Oslo vormen de lijnen 4 en 6 samen een volledige ring.